# Scarabaeus asceticus
Scarabaeus asceticus là một loài bọ cánh cứng trong họ Bọ hung (Scarabaeidae).